# Елановский заказник
Елановский заказник (баш. Йылан заказнигы) — государственный природный зоологический заказник республиканского значения, расположенный на территории   Дюртюлинского района Республики Башкортостан в северной его части на правом берегу реки Белой.

## Обзор
Заказник организован в соответствии с Постановлением Совета Министров Башкирской АССР от 20 июня 1963 года N 378. Постановлением Правительства Республики Башкортостан от 25 августа 2005 года N 189 заказник закреплен за государственным бюджетным учреждением «Дирекция по особо охраняемым природным территориям Республики Башкортостан». Заказник образован с целью сохранения и увеличения численности ценных видов диких животных.
Заказник создан на участках лесного фонда, землях водного фонда и сельскохозяйственного назначения. Площадь заказника составляет 3850 га.
Фауна наземных позвоночных заказника включает 10 видов земноводных, 7 видов пресмыкающихся, 215 видов птиц и 54 вида млекопитающих. Редкими, занесёнными в Красную книгу Республики Башкортостан, являются 35 видов птиц, из них на гнездовании зарегистрированы выпь, орлан-белохвост, серая куропатка, серый журавль, филин, удод и другие.
Особой охране на территории заказника подлежат лось, кабан, косуля, лисица, рысь, барсук, куница лесная, горностай, норка американская, норка европейская, хори лесной и степной, колонок, ласка, енотовидная собака, выдра, зайцы, выхухоль, глухарь, тетерев, рябчик, водоплавающая дичь.